# Morrison County
Morrison County är ett administrativt område i delstaten Minnesota i USA, med 33 198 invånare. Den administrativa huvudorten (county seat) är Little Falls. Grevskapet är uppkallat efter pälshandlaren William Morrison.

## Politik
Morrison County har under senare år tenderat att rösta republikanskt. Republikanernas kandidat har vunnit countyt i samtliga presidentval under 2000-talet. I valet 2016 vann republikanernas kandidat med 73,4 procent av rösterna mot 20,7 för demokraternas kandidat, vilket är den största segern i countyt för en kandidat sedan valet 1932 och för en republikansk kandidat sedan valet 1920.

## Geografi
Enligt United States Census Bureau har countyt en total area på 2 987 km². 2 912 km² av den arean är land och 75 km² är vatten.

### Angränsande countyn
- Cass County - norr
- Crow Wing County - nordost
- Mille Lacs County - öst
- Benton County - sydost
- Stearns County - söder
- Todd County - väst

### Orter
- Bowlus
- Buckman
- Elmdale
- Flensburg
- Genola
- Harding
- Hillman
- Lastrup
- Little Falls (huvudort)
- Motley (delvis i Cass County, delvis i Todd County)
- Pierz
- Randall
- Royalton (delvis i Benton County)
- Sobieski
- Swanville (delvis i Todd County)
- Upsala